# Dolophones macleayi
Dolophones macleayi är en spindelart som först beskrevs av Bradley 1876.  Dolophones macleayi ingår i släktet Dolophones och familjen hjulspindlar.
Artens utbredningsområde är Queensland. Inga underarter finns listade i Catalogue of Life.